# Pierre Duval (évêque de Séez)
Pour les articles homonymes, voir Pierre Duval et Duval.
Pierre Du Val, né v. 1507 et mort le 13 octobre 1564, est un évêque de Séez et un écrivain, qui ne doit pas être confondu avec son homonyme Pierre Du Val, également auteur à la même période.

## Biographie
Pierre Du Val est nommé successivement abbé des abbayes du Val et de Fontenay, au diocèse de Bayeux, et chanoine de Rouen. Aumônier d'Eléonore d'Autriche entre 1544 et 1546, il est élevé à l'évêché de Séez en 1545. Il fut également précepteur de François d'Alençon. En revanche, il était trop jeune pour occuper cette fonction, comme c'est indiqué parfois, auprès des enfants de François Ier.
Du Val ne tarde pas à obtenir de Paul III une bulle qui sécularise ses chanoines. Pendant ses absences fréquentes, les protestants, sous la conduite de l'amiral de Coligny, portent la désolation dans le diocèse de Séez. Les églises de Falaise, d'Argentan, la cathédrale, l'abbaye Saint-Martin de Troarn et le couvent des cordeliers de Séez, sont pillés et saccagés, les reliques des saints brûlées sur la place publique et des religieux inhumainement massacrés.
Pierre Du Val résigne son évêché en 1564 à Louis du Moulinet, son neveu, et meurt peu après. Il est auteur d'un traité sur la puissance, la sagesse et la bonté de Dieu, d'un poème sur la majesté divine et d'une traduction du dialogue de Platon intitulé Critès. 